# Thomas Jefferson Rusk

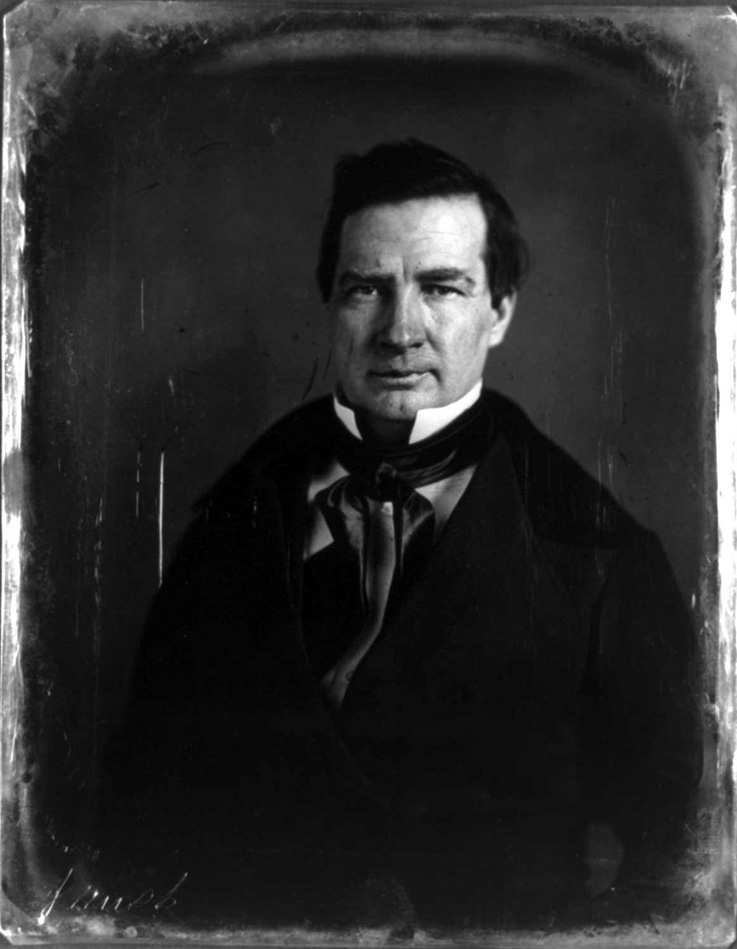
Thomas Jefferson Rusk

Thomas Jefferson Rusk (* 5. Dezember 1803 in Pendleton, Anderson County, South Carolina; † 29. Juli 1857 in Nacogdoches, Texas) war ein US-amerikanischer Politiker der Demokratischen Partei. Von 1846 bis zu seinem Tod saß er für den US-Bundesstaat Texas im US-Senat. Zudem spielte er eine wichtige Rolle während der Republik Texas.

## Biographie
Rusk wurde in Pendleton in South Carolina geboren. Dort besuchte er die öffentlichen Schulen. Nach dem Ende seines Jura-Studiums wurde er 1825 als Rechtsanwalt zugelassen. Er war fortan in seiner eigenen Kanzlei in Clarkesville in Georgia tätig. 1827 heiratete er Marry F. Cleveland. Nach der Heirat stieg er als Geschäftspartner bei seinem Schwiegervater ein, der in Minen investierte. 1834 wurde bekannt, dass weitere Geschäftspartner Gelder der beiden veruntreut hatten und geflohen waren. Rusk zog daraufhin nach Nacogdoches. Sein Geld erhielt er nie wieder zurück.
Rusk entschied sich, in Texas zu bleiben. So wurde er 1835 Bürger von Mexiko. Die Bürger von Nacogdoches entschieden sich recht bald, aufgrund der Willkür der Mexikaner, für eine Loslösung Texas von Mexiko. Rusk engagierte sich fortan sehr stark bei den Unabhängigkeitsbestrebungen. Die provisorische texanische Regierung ernannte Rusk zum Generalinspekteur des Heeres in der Gegend von Nacogdoches. Rusk war Mitglied der Versammlung 1836, in welcher die Unabhängigkeitserklärung von Texas ausgearbeitet und unterzeichnet wurde. Er selbst gehörte nicht zu den Unterzeichnern, er führte jedoch den Vorsitz im Ausschuss für die Ausarbeitung der Verfassung der Republik Texas. Am 17. März 1836 wurde er zum Kriegsminister in der Regierung der Republik Texas ernannt. Nach dem bekannt wurde, dass die texanischen Truppen Alamo nicht halten konnten, war Rusk an der Verlegung des Regierungssitzes nach Harrisburg beteiligt. Nachdem sich Rusk in der Schlacht von San Jacinto bewiesen hatte, wurde er von Mai bis Oktober 1836 Oberbefehlshaber der Armee der Republik Texas. Im Oktober 1836 wurde er erneut Kriegsminister, diesmal bis November 1837. Von 1837 bis 1838 war er Mitglied des Zweiten Kongresses der Republik Texas. Vom Kongress der Republik Texas wurde Rusk 1838 zum Chief Justice des Supreme Court of Texas gewählt, dem obersten Gerichtshof des jungen Staates. 1840 trat er zurück, um wieder als Anwalt tätig zu werden. 1841 ging er eine Partnerschaft mit James Pinckney Henderson ein, fortan waren sie gemeinsam tätig.
Rusk machte fortan als Unterstützer der Eingliederung von Texas in die Vereinigten Staaten auf sich aufmerksam. Nachdem Texas zum Bundesstaat geworden war, wurde Rusk als erster Senator der Klasse 1 von Texas in den US-Senat entsandt. Dort tat er sich schnell als Unterstützer der Politik von James K. Polk hervor. Rusk war zudem ein starker Befürworter des Kansas-Nebraska Act. 1857 wollte ihn US-Präsident James Buchanan zum United States Postmaster General ernennen, Rusk lehnte jedoch ab. Stattdessen amtierte er vom 14. März bis zu seinem Tod als Präsident pro tempore des Senats der Vereinigten Staaten. 
Bereits im April 1856 war seine Frau an Tuberkulose verstorben, fünf der sieben Kinder waren zu dieser Zeit noch am Leben. Am 29. Juli 1857 beging Rusk Selbstmord. Er wurde auf dem Oak Grove Cemetery in Nacogdoches beigesetzt. Nach seinem Tod wurden das Rusk County sowie die Stadt Rusk nach ihm benannt.